# Evropské středisko kosmických operací

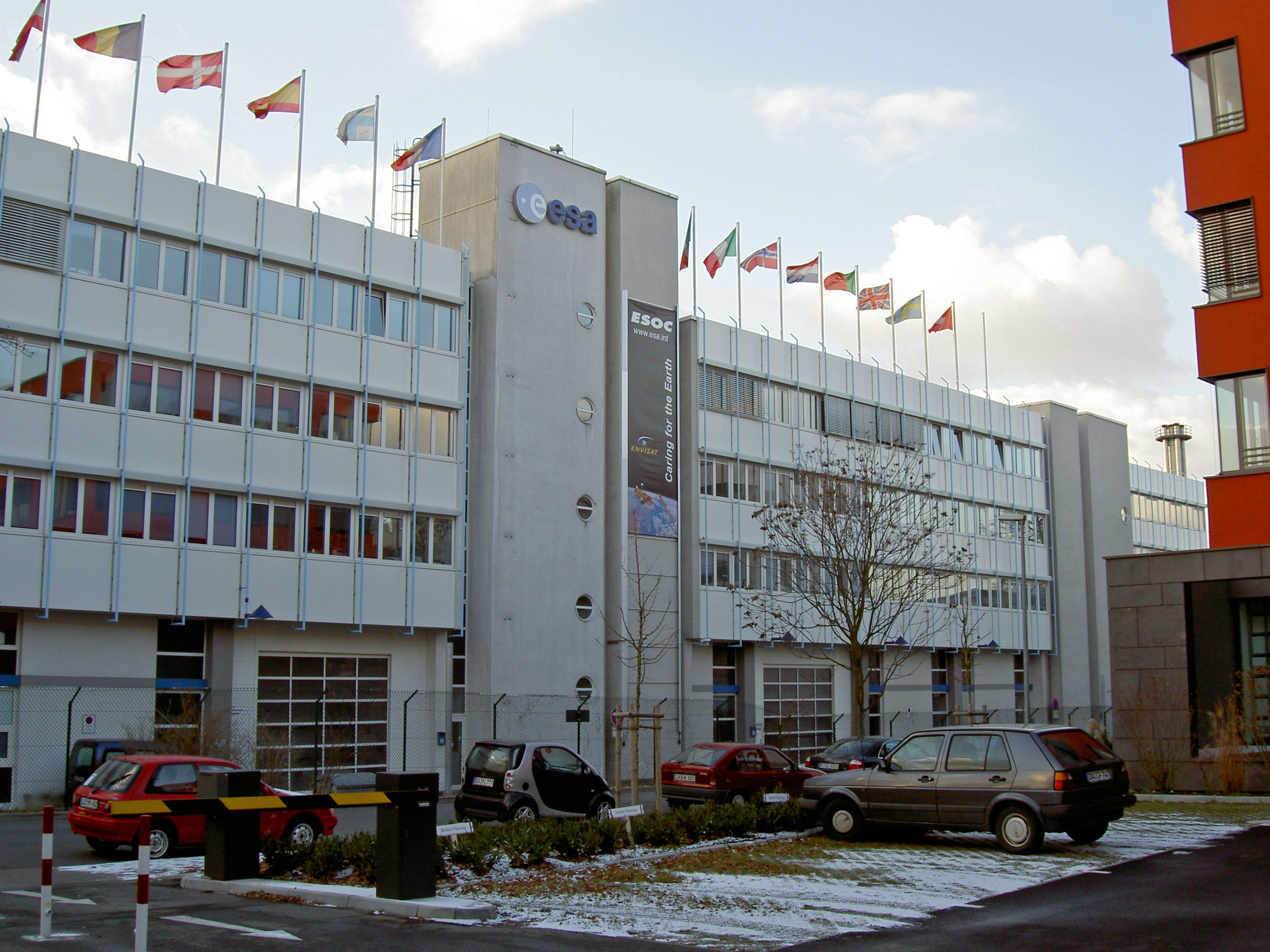
Budova Evropského střediska vesmírných operací

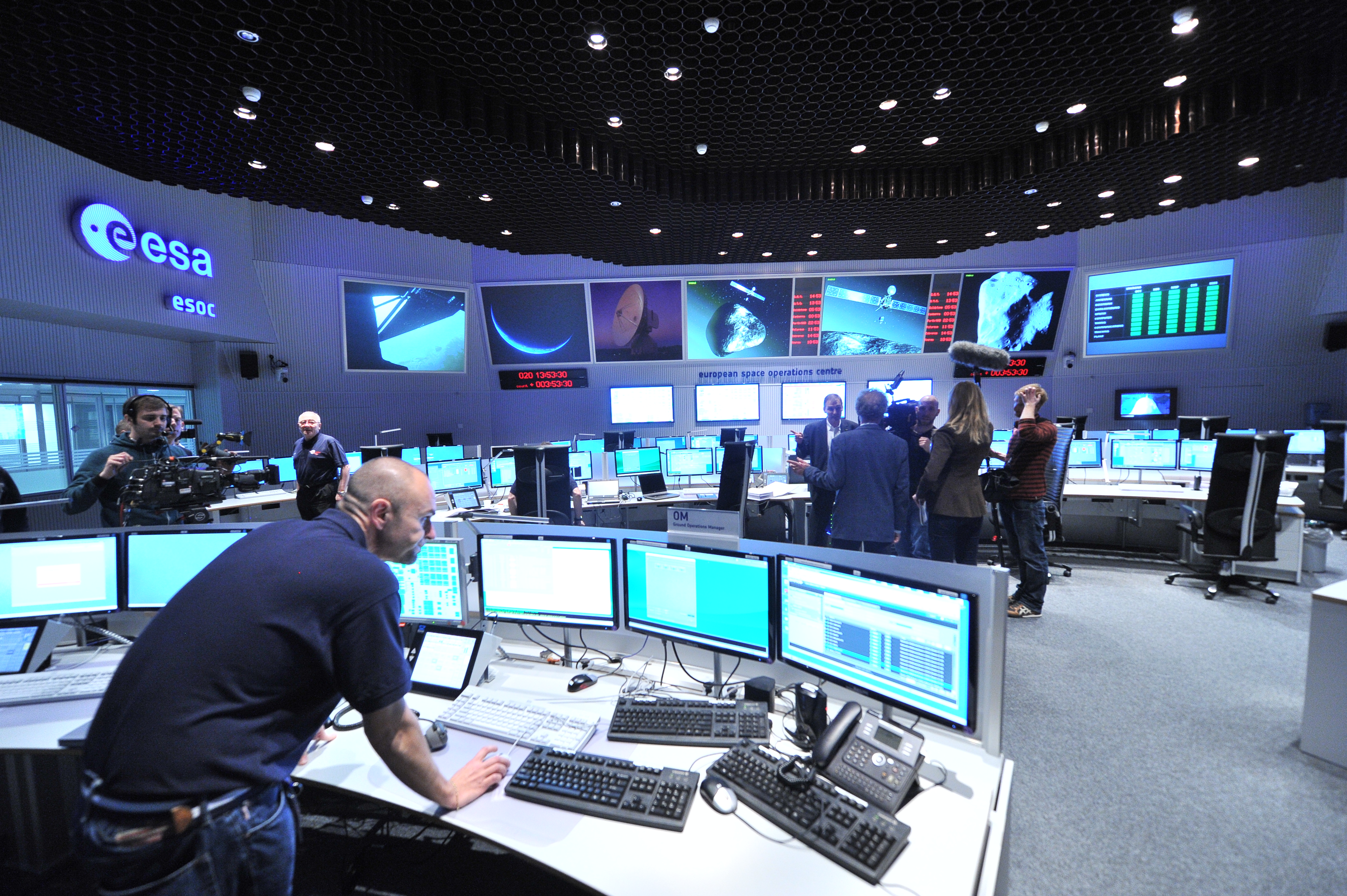
Hlavní řídící místnost

Evropské středisko kosmických operací nebo taky Evropské středisko vesmírných operací (anglicky European Space Operations Centre, odtud zkratka ESOC) je hlavní středisko řízení kosmických letů Evropské kosmické agentury. Bylo založeno 8. září 1967, sídlí v Darmstadtu v Německu a má zhruba 800 zaměstnanců.
Byla a je z něho řízena řada významných vesmírných misí, například Herschelova vesmírná observatoř, Automated Transfer Vehicle, INTEGRAL, GOCE, Mars Express a Venus Express.